# Arismendy Peguero
Arismendy Peguero Matos (* 2. August 1980 in La Romana) ist ein ehemaliger dominikanischer Leichtathlet, der sich auf den Sprint spezialisiert hat. Seinen größten Erfolg feierte er mit dem Gewinn der Bronzemedaille über 4-mal 400 Meter bei den Hallenweltmeisterschaften 2008 in Valencia. Zudem gewann er zahlreiche Medaillen bei Meisterschaften auf kontinentaler und regionaler Ebene.

## Sportliche Laufbahn
Erste internationale Erfahrungen sammelte Arismendy Peguero vermutlich im Jahr 2002, als er bei den U25-NACAC-Meisterschaften in San Antonio mit 47,75 s in der Vorrunde im 400-Meter-Lauf ausschied. Im Jahr darauf gewann er bei den Panamerikanischen Spielen in Santo Domingo mit der dominikanischen 4-mal-400-Meter-Staffel in 3:02,02 min gemeinsam mit Carlos Santa, Julio Vidal und Félix Sánchez die Bronzemedaille hinter den Teams aus Jamaika und den Vereinigten Staaten. Anschließend wurde er mit der Staffel bei den Weltmeisterschaften nahe Paris im Vorlauf disqualifiziert. 2004 belegte er bei den Ibero-Amerikanischen Meisterschaften in Huelva in 45,63 s den vierten Platz über 400 Meter. Im Jahr darauf gelangte er bei den Zentralamerika- und Karibikmeisterschaften (CAC) in Nassau mit 46,44 s auf Rang sechs im Einzelbewerb und belegte mit der Staffel in 3:06,69 min den fünften Platz. Anschließend schied er bei den Weltmeisterschaften in Helsinki mit 46,08 s im Halbfinale über 400 Meter aus und kam mit der Staffel mit 3:03,57 min nicht über den Vorlauf hinaus. 2006 schied er bei den Hallenweltmeisterschaften in Moskau mit 47,32 s in der ersten Runde über 400 Meter aus und belegte im Staffelbewerb in 3:08,47 min den fünften Platz. Im Mai belegte er bei den Ibero-Amerikanischen Meisterschaften in Ponce in 21,15 s den sechsten Platz im 200-Meter-Lauf und gewann über 400 Meter in 45,91 s die Silbermedaille hinter dem Uruguayer Andrés Silva. Zudem siegte er in 3:06,11 min in der 4-mal-400-Meter-Staffel. Daraufhin gewann er bei den Zentralamerika- und Karibikspielen in Cartagena in 45,55 s die Bronzemedaille über 400 Meter hinter dem Kubaner Yeimer López und Alleyne Francique aus Grenada und sicherte sich im Staffelbewerb in 3:03,25 min die Bronzemedaille hinter den Teams aus Jamaika und Trinidad und Tobago.
2007 gewann er bei den erstmals ausgetragenen NACAC-Meisterschaften in San Salvador in 45,63 s die Silbermedaille im 400-Meter-Lauf hinter dem US-Amerikaner Calvin Smith und sicherte sich mit der 4-mal-400-Meter-Staffel in 3:04,96 min gemeinsam mit Carlos Santa, Pedro Mejía und Yoel Tapia die Bronzemedaille hinter den Teams aus den Vereinigten Staaten und Jamaika. Anschließend schied er bei den Panamerikanischen Spielen in Rio de Janeiro mit 45,75 s im Halbfinale über 400 Meter aus und gewann mit der Staffel in 3:02,48 min gemeinsam mit Carlos Santa, Yoel Tapia und Félix Sánchez die Bronzemedaille hinter den Teams von den Bahamas und aus den Vereinigten Staaten. Ende August schied er bei den Weltmeisterschaften in Osaka mit 45,54 s im Semifinale im Einzelbewerb aus und belegte mit der Staffel in 3:03,56 min im Finale den siebten Platz. Im Jahr darauf schied er bei den Hallenweltmeisterschaften in Valencia mit 47,45 s im Vorlauf über 400 Meter aus und gewann mit der Staffel in 3:07,77 min gemeinsam mit Carlos Santa, Pedro Mejía und Yoel Tapia die Bronzemedaille hinter den Teams aus den Vereinigten Staaten und Jamaika. Im August nahm er an den Olympischen Sommerspielen in Peking teil und kam dort mit 46,28 s nicht über die erste Runde über 400 Meter hinaus und verpasste mit der Staffel mit 3:04,31 min den Finaleinzug. 2009 gewann er bei den Zentralamerika- und Karibikmeisterschaften in Havanna in 45,62 s die Bronzemedaille hinter dem Kubaner William Collazo und Dane Hyatt aus Jamaika und sicherte sich mit der Staffel in 3:03,30 min die Silbermedaille hinter dem kubanischen Team. Anschließend schied er bei den Weltmeisterschaften in Berlin mit 46,13 s in der Vorrunde im Einzelbewerb aus und klassierte sich im Staffelbewerb mit 3:02,47 min im Finale auf dem sechsten Platz. Im Jahr darauf kam er bei den Hallenweltmeisterschaften in Doha mit 47,28 s nicht über den Vorlauf über 400 Meter hinaus und wurde mit der Staffel im Finale disqualifiziert. Im Juni belegte er bei den Ibero-Amerikanischen Meisterschaften in San Fernando in 46,32 s den sechsten Platz im Einzelbewerb und gelangte mit der 4-mal-100-Meter-Staffel mit 40,15 s auf Rang fünf und wurde mit der 4-mal-400-Meter-Staffel in 3:05,99 min Vierter. Daraufhin schied er bei den CAC-Spielen in Mayagüez mit 56,34 s im Vorlauf über 400 Meter aus.
2011 gewann er bei den Militärweltspielen in Rio de Janeiro in 45,95 s die Bronzemedaille über 400 Meter hinter dem Iraner Sajjad Hashemi und Mark Kiprotich Muttai aus Kenia. Ende Juli belegte er mit der dominikanischen 4-mal-400-Meter-Staffel in 3:04,10 min den vierten Platz bei den Zentralamerika- und Karibikmeisterschaften in Mayagüez und musste anschließend kurzfristig auf ein Antreten bei den Weltmeisterschaften in Daegu verzichten. Im Oktober belegte er bei den Panamerikanischen Spielen in Guadalajara in 45,72 s den sechsten Platz über 400 Meter und gewann mit der Staffel in 3:00,44 min gemeinsam mit Luguelín Santos, Yoel Tapia und Gustavo Cuesta die Silbermedaille hinter dem kubanischen Team. 2013 belegte er bei den CAC-Meisterschaften in Morelia in 46,90 s den fünften Platz im Einzelbewerb und gewann im Staffelbewerb in 3:02,82 min die Bronzemedaille hinter Trinidad und Tobago und dem Team von den Bahamas. Anschließend schied er bei den Weltmeisterschaften in Moskau mit 3:03,61 min im Vorlauf mit der Staffel aus. 2015 beendete er dann seine aktive sportliche Karriere im Alter von 35 Jahren.
2009 wurde Peguero dominikanischer Meister über 200 und 400 Meter.

## Persönliche Bestzeiten
- 200 Meter: 20,84 s (+0,6 m/s), 27. März 2010 in Santo Domingo
  - 200 Meter (Halle): 21,38 s, 30. Januar 2007 in Wien
- 400 Meter: 44,92 s, 28. August 2007 in Osaka
  - 400 Meter (Halle): 46,50 s, 6. März 2010 in Valencia